# Diga di Hyūgami
La diga di Hyūgami (日向神ダム?, Hyūgami damu) è una diga a Yame, nella prefettura di Fukuoka, in Giappone.